# Tiêu Đống
Tiêu Đống (giản thể: 萧栋; phồn thể: 蕭棟; bính âm: Xiāo Dòng, ?- 552), tên tự Nguyên Cát (元吉), đôi khi được biết đến với tước hiệu trước khi đăng cơ là Dự Chương vương (豫章王), là một hoàng đế có thời gian trị vì ngắn ngủi của triều đại Lương trong lịch sử Trung Quốc. Năm 551, khi tướng Hầu Cảnh nắm quyền kiểm soát triều đình ở Kiến Khang, ông ta muốn thể hiện quyền lực nên đã phế truất Giản Văn Đế và đưa Tiêu Đống lên thay thế.
Trong thời gian trị vì ngắn ngủi của mình, Tiêu Đống hoàn toàn nắm dưới sự kiểm soát của Hầu Cảnh. Chỉ hai tháng rưỡi sau khi Tiêu Đống đăng cơ, Hầu Cảnh đã buộc ông phải thiện nhượng cho ông ta. Năm 552, quân của Vương Tăng Biện (王僧辯) đã công chiếm Kiến Khang, theo lệnh của Tiêu Dịch, tướng Chu Mãi Dịch (朱買臣) đã quăng Tiêu Đống và hai hoàng đệ xuống Trường Giang.

## Bối cảnh
Tiêu Đống là trưởng tử của Dự Chương vương Tiêu Hoan (蕭歡)- trưởng tử của Thái tử Tiêu Thống của Lương Vũ Đế. Khi Tiêu Thống qua đời vào năm 531, Lương Vũ Đế đã dự tính lập Tiêu Hoan làm thái tử theo nguyên tắc của Nho giáo, song cuối cùng đã thay đổi ý định và chỉ phong Tiêu Hoan làm Dự Chương vương. Lương Vũ Đế thay vào đó lập thứ tử Tiêu Cương làm thái tử. Mẫu thân của Tiêu Đống là Vương vương phi. Ông có hai người đệ được ghi tên trong sách sử là Tiêu Kiều (蕭橋) và Tiêu Cù (蕭樛). Sau khi Tiêu Hoan qua đời, Tiêu Đống kế tập tước vị Dự Chương vương.
Năm 548, tướng Hầu Cảnh nổi dậy và chiếm được kinh thành Kiến Khang của Lương vào năm 549. Hầu Cảnh tiến hành quản thúc với các thân vương của hoàng tộc họ Tiêu, bao gồm Tiêu Đống. Sau khi Lương Vũ Đế qua đời trong cùng năm, Tiêu Cương đăng cơ kế vị, tức Giản Văn Đế, song vẫn nằm dưới quyền kiểm soát của Hầu Cảnh.
Năm 551, sau khi thất bại trước bộ tướng Vương Tăng Biện của Tương Đông vương Tiêu Dịch, Hầu Cảnh rút về Kiến Khang. Để thể hiện quyền lực của mình, Hầu Cảnh đã phế truất Giản Văn Đế và đưa Tiêu Đống lên ngôi. Khi người trong triều đình đến phủ của Tiêu Đống để hộ tống ông vào cung, ông cùng Trương vương phi đang chăm sóc cho khu vườn của họ, trồng các loại rau để tự cung cấp trong bối cảnh chiến loạn gây ra nạn đói tại khu vực kinh thành. Tiêu Đống sửng sốt khi đám rước đến, ông không biết phải đối phó ra sao, khóc lóc mà bước lên loan giá. Hầu Cảnh tuyên bố Tiêu Đống là hoàng đế.

## Trị vì ngắn ngủi
Tiêu Đống không có thực quyền do chúng đều nằm trong tay Hầu Cảnh. Tiêu Đống truy phong cho tổ phụ và phụ thân là hoàng đế, và tôn mẫu thân Vương thị làm hoàng thái hậu. Ông lập Trương vương phi làm hoàng hậu.
Hai tháng rưỡi sau khi Tiêu Đống đăng cơ, Hầu Cảnh đã buộc Tiêu Đống phải thiện nhượng cho mình. Hầu Cảnh trở thành "Đại Hán hoàng đế", giáng Tiêu Đống làm Hoài Âm vương, song giam cầm ông và hai hoàng đệ trong một giam ngục bí mật.

## Qua đời
Vào mùa xuân năm 552, Vương Tăng Biện công chiếm Kiến Khang, buộc Hầu Cảnh phải chạy trốn. Thoạt đầu, Tiêu Dịch lệnh cho Vương Tăng Biện giết chết Tiêu Đống, song Vương Tăng Biện đã từ chối và nói rằng mặc dù ông ta nguyện đánh Hầu Cảnh, song việc giết chết một hoàng đế nên giao phó cho người khác. Do đó, Tiêu Dịch đã lệnh cho Chu Mãi Dịch hành động.
Do Hầu Cảnh đã chạy trốn, Tiêu Đống và hai hoàng đệ thoát khỏi giam ngục, song vẫn bị xích. Họ gặp được tướng Đỗ Trắc (杜崱), và được người này giúp bỏ đi xiềng xích. Tiêu Kiều và Tiêu Cù vui mừng nói, "Cuối cùng hôm nay chúng ta đã thoát khỏi hoành tử." Tiêu Đống thuyết, "Khó mà biết được đó là họa hay phúc, sự tình rất khó nói." Ngay sau đó, họ gặp phải Chu Mãi Dịch, người này mời họ đến uống rượu trên thuyền. Tuy nhiên, trước khi tàn tiệc rượu, lính của Chu Mãi Dịch đã tóm lấy và quăng họ xuống Trường Giang.